# Cyflufenamide
Cyflufenamide (ISO-naam) is een fungicide voor de bestrijding van echte meeldauw op onder meer graangewassen. De stof is ontwikkeld door het Japanse bedrijf Nippon Soda Co. (Nisso), dat er in 1994 en 1995 in Japan octrooien voor aanvroeg. Een Europees octrooi werd bekomen in 1997.

## Regelgeving
Het middel werd in 2002 in Japan voor het eerst geregistreerd. Onder de merknaam Pancho bracht Nippon Soda in 2003 een combinatie uit van cyflufenamide en triflumizool; dit om mogelijke vroege resistentievorming te vermijden. Dit middel wordt gebruikt op onder meer komkommer, aardbeien en aubergine.
In de Europese Unie konden de lidstaten producten met cyflufenamide voorlopig erkennen, in afwachting van een beslissing van de Europese Commissie over het al dan niet opnemen van de stof in de lijst van toegelaten gewasbeschermingsmiddelen. Het aanvraagdossier werd op 2 september 2003 door de Commissie volledig verklaard. Op 30 januari 2006 ontving de Commissie een ontwerprapport over de risicobeoordeling van de stof, waarna bijkomende gegevens bij de aanvrager werden opgevraagd. Omdat de eerste risicobeoordeling geen verontrustende resultaten opleverde, mochten de lidstaten voorlopige erkenningen verlengen tot niet later dan 29 april 2010. De definitieve beslissing om cyflufenamide toe te laten kwam op 30 november 2009. De toelatingsperiode ging in op 1 april 2010 en duurde 10 jaar.
In België is het product Nissodium, een olie-in-water-emulsie met 50 g/L cyflufenamide, erkend voor gebruik op tarwe, gerst, rogge en triticale. In het Verenigd Koninkrijk wordt de merknaam Cyflamid gebruikt.
In de Verenigde Staten heeft Nippon Soda Co. in 2009 een registratieaanvraag ingediend bij het Environmental Protection Agency voor cyflufenamide met als merknaam Miltrex.

## Werking
Cyflufenamide blijkt een apart werkingsmechanisme te hebben, dat verschilt van dat van bestaande fungiciden. Het vertoont een lange werking en is ook actief in de dampfase.